# Annalise Braakensiek
Annalise Braakensiek ( /ˈbrækənsɪk/ BRAK-ən-sik; 9 de diciembre de 1972 – 6 de enero de 2019) fue una modelo y actriz australiana.

## Vida y carrera
Braakensiek tuvo una exitosa carrera como modelo, con algunos trabajos como actriz, durante más de veinticinco años. En 2017 declaró al Daily Telegraph que en realidad nunca había querido ser modelo, y que había aplazado sus estudios universitarios pensando en dedicarse al modelaje durante un año, pero que seguía haciéndolo 25 años después. También trabajó como diseñadora de joyas y lencería, fue bloguera vegana y creó la empresa de catering Love Lunch. Braakensiek apareció en portadas y páginas de revistas como FHM, Maxim y GQ.
Braakensiek se convirtió en embajadora de la organización benéfica australiana de salud mental R U OK?. En 2017, habló de sus batallas con la depresión tras la muerte de personas cercanas a ella, añadiendo que a veces "no podía salir de la cama". Especialmente significativa fue la muerte en 2004 de su padre, Odd Karlsen, con quien había vuelto a conectar en 1993 después de estar distanciada de él durante algún tiempo.
Braakensiek se casó con el corredor de bolsa Danny Goldberg en 2002. La pareja se separó en 2018. Un amigo que conocía a Braakensiek desde principios de la década de 1990 dijo que había un lado de ella que era "simplemente una tristeza". Dijo que Braakensiek se tomó muy mal su ruptura matrimonial y sintió que había fracasado. La hundió en un lugar oscuro.

## Muerte
Braakensiek fue encontrada muerta en su apartamento de Potts Point, que había comprado en 2018, el 6 de enero de 2019, a la edad de 46 años, después de que amigos y familiares no supieran nada de ella durante varios días. La policía dijo que no había circunstancias sospechosas.
El 16 de enero de 2019, se celebró un servicio en memoria de Braakensiek en Bondi Beach a las 6 de la mañana. Al servicio asistieron cientos de personas, entre ellas su madre, su hermano y su hermana, su marido separado Danny Goldberg y otros familiares y amigos.

### Secuelas
En las semanas siguientes a la muerte de Braakensiek, sus amigos y familiares rebatieron la teoría de que pudiera haber muerto por suicidio. Pintaron la imagen de una mujer activa que estaba entusiasmada con sus actividades futuras y no mostraba signos de depresión, y sus amigos especulan con la posibilidad de que hubiera tomado una sobredosis accidental de somníferos. El testamento de Braakensiek se reveló en septiembre de 2019, y la mayor parte del patrimonio fue a parar a manos de amigos y familiares.

## Filmografía seleccionada

### Cine
- Fat Pizza (2003) como Claudia Macpherson
- Mr. Accident (2000) como Fay

### Televisión
- Sleuth 101 (2010) como Courtney Nash (1 episodio)
- Play Your Cards Right (2002–2003) como Dolly Dealer (2 episodios)
- Pizza (2000) como Claudia Macpherson (30 episodios)
- Home and Away (1998) como Lise (1 episodio)
- Heartbreak High (1997) como Stephanie (1 episodio)